# Ampithoe zachsi
Ampithoe zachsi är en kräftdjursart som beskrevs av Gurjanova 1938. Ampithoe zachsi ingår i släktet Ampithoe och familjen Ampithoidae. Inga underarter finns listade i Catalogue of Life.